# 1800 Aguilar
1800 Aguilar è un asteroide della fascia principale. Scoperto nel 1950, presenta un'orbita caratterizzata da un semiasse maggiore pari a 2,3570916 UA e da un'eccentricità di 0,1357973, inclinata di 5,78397° rispetto all'eclittica.
L'asteroide è dedicato all'astronomo argentino Félix Aguilar (1884-1943), direttore dell'Osservatorio di La Plata e principale contributore allo sviluppo dell'astronomia argentina durante la prima metà del XX secolo.